# Reply 1997
Reply 1997 (en Hangul, 응답하라 1997; Romanització revisada del coreà, Eundabhara) també coneguda com a Answer Me 1997 i en castellà com Contéstame 1997, és una sèrie de televisió sud-coreana emesa originalment durant l'any 2012 que pren lloc en les anècdotes de sis joves escolars de 18 anys que viuen en Busan durant 1997, com una retrospectiva del present (2012), quan ja tenen 33 anys i es troben en una reunió de la seva escola, on una de les parelles anuncia que es casaran. Dins de la sèrie de Reply mostra el naixement del K-pop en la dècada de 1990 i la cultura fan amb bandes de la primera generació com H.O.T. i Sechs Kies.
Els personatges principals són Jung Eun Ji de la banda A-Pink, Seo In Guk, Hoya de la banda Infinite, Shin So Yul, Eun Ji Won, Lee Si Eon, Sung Dong Il, Lee Il Hwa i Song Jong Ho. Va ser emesa al seu país d'origen per tvN des del 24 de juliol fins al 18 de setembre de 2012, formada per 16 episodis, emetent els dimarts a les 23.00 (KST). L'últim episodi va aconseguir la major quota d'audiència fins a aquell moment per a un drama de cable coreà, també va rebre elogis del públic i la crítica per la seva qualitat visual i un guió amb un humor diferent.
Seo In Guk i Jung Eun Ji van llançar el senzill Love Story per agrair als fans i audiència de la sèrie. All For You i Just the Way We Love, les dues cançons principals de la banda sonora, van aconseguir les primeres posicions de les llistes oficials Billboard's K-Pop Hot 100 i Gaon Single Chart, venent prop de dos milions i mig de còpies a nivell mundial. Posterior a la seva emissió en televisió es van llançar Reply 1994 (2013) i Reply 1988 (2015), seqüeles adaptades a èpoques i personatges diferents. Va ser rellançada en forma de novel·la el 3 de gener de 2013 per la creadora del drama Lee Woo Jung.

## Personatges

### Personatges principals
- Jung Eun Ji com Sung Shi Won. Una gran fan de la Boy band H.O.T.. Encara que Shi Won és l'última a la seva classe és somiadora, també és lluitadora i múrria.[13][14]
- Seu In Guk com Yoon Yoon Je. Un noi tranquil, dedicat al seu entorn proper. Yoon Je és el millor amic de la infància de Shi Won, passa molt temps a la seva casa després de la mort dels seus pares. És intel·ligent i es gradua el primer de la seva classe. En la seva adolescència s'enamora de Shi Won i intenta mantenir-ho en secret.[15][16][17]
- Shin So Yul com Mo Yoo Jung. És la millor amiga de Shi Won, a pesar de la baralla al descobrir que és fan de Sechs Kies. Yoo Jung és coneguda per ser apassionada al enamorar-se.
- Eun Ji Won com a Do Hak Chan. Estudiant d'intercanvi de Seül. Li agraden els esports i té una gran col·lecció de pornografia. És extravertit amb els seus amics, encara que és tímid amb noies, s'enamora de Yoon Jung.[18]
- Hoya com Kang Joon Hee. Joon Hee és el millor amic de Yoon Je i la seva mà dreta. Joon Hee és gay i està enamorat de Yoon Je, la única persona a la que li confessa això és a Shi Won.[19][20][21]
- Lee Shi Eon com Bang Sung Jae.

### Personatges secundaris
Propers a Shi Won
- Sung Dong Il com Sung Dong Il.
- Lee Il Hwa com Lee Il Hwa.
- Noh Ji Yun com Jang Dan Ji.
- Kim Sun Ah com Eun Gak Ha.

Propers a Yoon Je
- Song Jong Ho com Yoon Tae Woong, és un mestre i germà de Yoon Yoon-je.
- Yang Joon Hyuk com Yoon Joon Hyuk.
- Lee Yeon Kyung com Moon Jung Mi.

Escola
- Lee Min com a President estudiantil i professor d'història.

### Altres personatges
- Shin Bong Sun com a President del Club H.O.T. en Busan.
- Kim Ye Won com Sung Song Joo.
- Lim Shi Wan com a Estudiant del ROTC.
- Jung Kyung Mi com Jung Kyung Mi.
- Kim Guk Jin com a Presentador de Star Date.
- Tony Ahn com Tony Ahn.
- Moon Hee Joon com Moon Hee Joon.
- Yoon Hyung Bin com a Espòs de Gak Ha.
- Yang Es Hyung com a Espòs de Dok Ki.
- Lee Yoon Suk com Lee Dong Gyu.
- Kim Jong Min com a Doctor.
- Kim Tae Won com Convidat del karaoke.
- Jung Joo Ri com Convidat del karaoke.
- Jung Myung Ok com Convidat del karaoke.
- Park Ji Yoon com a Germana de Joon Hee.
- Kim Ki Wook com a Venedor.
- Ryu Dam com Lee Dae Ho.
- Choo Min Ki com Choo Shin Soo.
- Kang Kyun Sung com Dong Il (jove).
- Són Jin Young com Joon Hyuk (jove).
- Yoon Bo Mi com Moon Jung Mi (jove).
- Park Cho Rong com Il Hwa (jove).
- Kang Yoo Mi com a Presidenta del fansclub de H.O.T..
- Ahn Young Mi com a Presidenta del fansclub de Sechs Kies.
- Shin Dong Yeop com a Presentador dels 1998 Golden Disk Awards.
- Shin Young Il com a Anunciador (veu).
- Go In Bum com a besoncle de Shi Won.
- G.na com a Choi Jin Ah.
- Llegeix Sol Ji com a Presentadora.
- Bae Dona Hae com a Col·lega de Shi Won.
- Lee Soo Geun com a Conductor.
- Maeng Bong Hak com a President de disquería.
- Kim Jong Min com a Doctor.

## Impacte

### Audiència
En Blau l'audiència més baixa i en vermell la més alta.
| Ep. # | Data d'emissió         | Títol                                       | TNmS Ratings | TNmS Ratings |
| Ep. # | Data d'emissió         | Títol                                       | Share        |              |
| ----- | ---------------------- | ------------------------------------------- | ------------ | ------------ |
| 1     | 24 de juliol de 2012   | Divuit                                      | 1.20         |              |
| 2     | 24 de juliol de 2012   | Cada vegada més diferent                    | 1.20         |              |
| 3     | 31 de juliol de 2012   | El que veus no ho és tot                    | 1.20         |              |
| 4     | 31 de juliol de 2012   | Joc net                                     | 1.20         |              |
| 5     | 7 d'agost de 2012      | El contraatac de la vida                    | 1.60         |              |
| 6     | 7 d'agost de 2012      | L'amor et fa fer coses que no vas fer abans | 1.60         |              |
| 7     | 14 d'agost de 2012     | Les esperances de futur                     | 3.25         |              |
| 8     | 14 d'agost de 2012     | D-Day                                       | 3.25         |              |
| 9     | 21 d'agost de 2012     | El tema del destí                           | 3.00         |              |
| 10    | 21 d'agost de 2012     | La raó per la qual m'agrades                | 3.00         |              |
| 11    | 28 d'agost de 2012     | La definició de relacions                   | 3.46         |              |
| 12    | 28 d'agost de 2012     | El significat d'una mà                      | 3.46         |              |
| 13    | 4 de setembre de 2012  | La propera vegada... No, ara                | 3.70         |              |
| 14    | 4 de setembre de 2012  | El cor és cosa que fa que vostè estimi      | 3.70         |              |
| 15    | 11 de setembre de 2012 | Mentre estaves estimant                     | 4.17         |              |
| 16    | 18 de setembre de 2012 | Per què els primers amors no funcionen?     | 7.55         |              |

- Aquest drama va ser emés per una televisió de pagament, aquestes normalment tenen menys audiència que les televisions públiques.

## Banda sonora
| Informació de l'àlbum                                                                         | Llista de cançons |
| --------------------------------------------------------------------------------------------- | --- |
| Reply 1997 Director's Edition OST - Publicació: 28 de setembre de 2012 - Discogràfica: CJ E&M | LlistaLlista de cançons # All For You - Seo In Guk i Eunji 1. 우리 사랑 이대로 (Just the Way We Love) - Seo In Guk i Eunji 2. 고백 (Confession) - Deli Spice 3. 슬픈 우리 젊은 날 (Our Sad Younger Days) - UNO 4. 애송이의 사랑 (Young Love) - Yangpa 5. 슬프도록 아름다운 (The Sadder, the More Beautiful) - K2 6. 바램 (Wish) - Toy 7. 사랑하는 너에게 (To You, the One I Love) - Sechs Kies 8. Pilot - Jung Yeon-joon 9. 눈물 (Tears) - Riaa 10. 왜 하늘은... (Why the Heavens...) - Lee Ji-hoon 11. 커플 (Couple) - Sechs Kies 12. To Heaven - Jo Sung-mo 13. 루비 (Ruby) - Fin.K.L 14. 메모리즈 (Memories) - Sa Joon |

## Premis i nominacions
| Year | Award                                | Category                         | Recipient                                  | Result    | Ref           |
| ---- | ------------------------------------ | -------------------------------- | ------------------------------------------ | --------- | ------------- |
| 2012 | 5th Style Icon Awards                | 10 estils d'icona                | Seo In Guk i Jung Eun Ji                   | Guanyador | [ 23 ] [ 24 ] |
| 2012 | 5th Korea Drama Awards               | Premi a la millor parella        | Seo In Guk i Jung Eun Ji                   | Guanyador | [ 25 ] [ 26 ] |
| 2012 | 14th Mnet Asian Music Awards         | Millor Banda Sonora              | "All For You" – Seo In Guk i Jung Eun Ji   | Guanyador | [ 27 ]        |
| 2012 | 1st K-Drama Star Awards              | Premi d'actors, Actriu           | Jung Eun Ji                                | Nominat   |               |
| 2012 | 1st K-Drama Star Awards              | Rising Star Award                | Seo In Guk                                 | Guanyador | [ 28 ]        |
| 2012 | 1st K-Drama Star Awards              | Rising Star Award                | Jung Eun Ji                                | Guanyador | [ 28 ]        |
| 2012 | 1st K-Drama Star Awards              | Millor Banda Sonora              | "All For You" – Seo In Guk and Jung Eun Ji | Guanyador | [ 28 ]        |
| 2012 | 1st K-Drama Star Awards              | Premi a la millor parella        | Seo In Guk and Jung Eun Ji                 | Guanyador | [ 28 ]        |
| 2012 | 4th Melon Music Awards               | Millor Banda Sonora              | "All For You" – Seo In Guk and Jung Eun Ji | Guanyador | [ 29 ] [ 30 ] |
| 2013 | 7th Cable TV Broadcasting Awards     | Gran Premi (Daesang)             | Reply 1997                                 | Guanyador |               |
| 2013 | 49th Baeksang Arts Awards            | Millor Nou Actor (TV)            | Seo In Guk                                 | Nominat   |               |
| 2013 | 49th Baeksang Arts Awards            | Millor Nova Actriu (TV)          | Jung Eun Ji                                | Guanyador | [ 31 ]        |
| 2013 | 49th Baeksang Arts Awards            | Millor Guió (TV)                 | Lee Woo Jung                               | Nominat   | [ 32 ]        |
| 2013 | 8th Seoul International Drama Awards | Millor Sèrie Drama               | Reply 1997                                 | Nominat   | [ 33 ] [ 34 ] |
| 2016 | tvN10 Awards                         | Millor Actor                     | Sung Dong Il                               | Nominat   | [ 35 ]        |
| 2016 | tvN10 Awards                         | Premi Especial d'Actuació        | Sung Dong Il                               | Guanyador | [ 35 ]        |
| 2016 | tvN10 Awards                         | Premi al millor contingut, Drama | Reply 1997                                 | Guanyador | [ 35 ]        |
| 2016 | tvN10 Awards                         | Fet a tvN, Actor en un Drama     | Seo In Guk                                 | Guanyador | [ 35 ]        |
| 2016 | tvN10 Awards                         | Fet a tvN, Actriu en un Drama    | Jung Eun Ji                                | Nominat   | [ 35 ]        |
| 2016 | tvN10 Awards                         | Scene-Stealer Award, Actriu      | Lee Il Hwa                                 | Nominat   | [ 35 ]        |
| 2016 | tvN10 Awards                         | Millor petó                      | Seo In Guk and Jung Eun Ji                 | Guanyador | [ 35 ]        |

## Emissió internacional
- Filipinas: GMA Network.
- Hong Kong: Channel M y Now 101.
- Malasia: 8TV.
- Tailandia: Channel M y Workpoint TV.[36]
- Taiwán: Channel M y GTV.
- Vietnam: VTV2